# ببر نغاندونغ
ببر نغاندونغ (الاسم العلمي: Panthera tigris soloensis) هو نويع منقرض من أنواع الببور الحديثة. سكنت منطقة سوندالاند في إندونيسيا خلال عصر البليستوسين.

## الاكتشافات
نُقب عن أحافير ببر نغاندونغ بشكل أساسي بالقرب من قرية نغاندونغ، ومن هنا جاءت تسميتهُ الشائعة، عُرفت سبع حفريات منه فقط، مما يجعل دراسة هذا الحيوان أمرًا صعبًا.

## الوصف
تشير البقايا القليلة من ببر نغاندونغ إلى أنه ربما كان بحجم الببر البنغالي المعاصر. ومع ذلك، نظرًا لحجم البقايا الأخرى، فقد يكون أكبر من الببور المعاصرة. ربما وصل وزن الذكور البالغة إلى ما بين 400-550 كيلوغرام، وفي هذه الحالة، سيكون أثقل من أكبر نويعات الببر الباقية على قيد الحياة اليوم (الببر السيبيري)، وهذا يجعله من بين أكبر أنواع السنوريات التي عاشت على الإطلاق.